# Txerkiokh
Txerkiokh (en rus: Черкёх) és un poble de la república de Sakhà, a Rússia, que el 2014 tenia 1.152 habitants, pertany al districte d'Itik-Kiuiol.